# Championnats de France d'athlétisme 1979
Navigation
Championnats 1978 Championnats 1980
Les Championnats de France d'athlétisme 1979 ont eu lieu du 10 au 12 août 1979 à Orléans.

## Palmarès
| Discipline        | Hommes                | Hommes        | Femmes                 | Femmes        |
| ----------------- | --------------------- | ------------- | ---------------------- | ------------- |
| 100 m             | Philippe Lejoncour    | 10 s 35       | Chantal Réga           | 11 s 54       |
| 200 m             | Pascal Barré          | 21 s 02       | Chantal Réga           | 23 s 54       |
| 400 m             | Francis Demarthon     | 46 s 33       | Catherine Delachanal   | 53 s 94       |
| 800 m             | Roger Milhau          | 1 min 47 s 8  | Véronique Renties      | 2 min 08 s 0  |
| 1 500 m           | Alexandre Gonzalez    | 3 min 37 s 2  | Véronique Renties      | 4 min 13 s 24 |
| 3 000 m           | -                     | -             | Annick Loir            | 9 min 32 s 8  |
| 5 000 m           | Dominique Coux        | 13 min 41 s 2 | -                      | -             |
| 10 000 m          | Dominique Coux        | 28 min 31 s 1 | -                      | -             |
| 100 m haies       | -                     | -             | Laurence Elloy         | 13 s 13       |
| 110 m haies       | Emile Raybois         | 14 s 04       | -                      | -             |
| 400 m haies       | Patrick Chazot        | 51 s 45       | Dominique Laval        | 59 s 29       |
| 3 000 m steeple   | Philippe Gauthier     | 8 min 27 s 9  | -                      | -             |
| Saut en longueur  | Jean-François Bonhème | 7,70 m        | Yannick Gacon          | 6,22 m        |
| Triple saut       | Christian Valétudié   | 16,46 m       | -                      | -             |
| Saut en hauteur   | Francis Agbo          | 2,21 m        | Véronique Dumon        | 1,76 m        |
| Saut à la perche  | Philippe Houvion      | 5,40 m        | -                      | -             |
| Lancer du poids   | Luc Viudès            | 18,87 m       | Léone Bertimon         | 16,90 m       |
| Lancer du disque  | Frédéric Piette       | 54,58 m       | Frédérique Despierres  | 49,56 m       |
| Lancer du marteau | Jacques Accambray     | 68,90 m       | -                      | -             |
| Lancer du javelot | Penisio Lutui         | 82,08 m       | Murielle Van Thournout | 49,80 m       |
| Décathlon         | Gilles Delaune        | 7 431 pts     | -                      | -             |
| Pentathlon        | -                     | -             | Florence Picaut        | 4 191 pts     |